# Дешт-Даман
Дешт-Даман (перс. دشت دامان) — село в Ірані, у дегестані Їлакі-є-Арде, у бахші Паре-Сар, шагрестані Резваншагр остану Ґілян. За даними перепису 2006 року, його населення становило 25 осіб, що проживали у складі 7 сімей.

## Клімат
Середня річна температура становить 9,26 °C, середня максимальна – 24,74 °C, а середня мінімальна – -8,00 °C. Середня річна кількість опадів – 381 мм.
| Клімат поселення                              | Клімат поселення | Клімат поселення | Клімат поселення | Клімат поселення | Клімат поселення | Клімат поселення | Клімат поселення | Клімат поселення | Клімат поселення | Клімат поселення | Клімат поселення | Клімат поселення | Клімат поселення |
| Показник                                      | Січ.             | Лют.             | Бер.             | Квіт.            | Трав.            | Черв.            | Лип.             | Серп.            | Вер.             | Жовт.            | Лист.            | Груд.            |                  |
| Середній максимум, °C                         | 4,10             | 4,72             | 7,02             | 13,47            | 18,89            | 23,10            | 24,74            | 24,38            | 20,38            | 16,56            | 10,97            | 5,41             |                  |
| Середня температура, °C                       | −1,95            | −1,33            | 0,97             | 7,41             | 12,86            | 17,06            | 20,35            | 20,00            | 16,00            | 12,16            | 6,58             | 1,02             |                  |
| Середній мінімум, °C                          | −8               | −7,37            | −5,08            | 1,37             | 6,80             | 11,01            | 15,96            | 15,62            | 11,61            | 7,78             | 2,19             | −3,38            |                  |
| Норма опадів, мм                              | 31               | 32               | 49               | 54               | 43               | 19               | 12               | 12               | 24               | 38               | 31               | 36               |                  |
| Середньомісячна швидкість вітру, м/с          | 2.10             | 2.55             | 2.58             | 2.72             | 2.22             | 1.99             | 2.21             | 2.12             | 1.87             | 1.94             | 2.13             | 2.06             |                  |
| Середньомісячна сонячна радіація, кДж/м²·день | 7444             | 9962             | 12218            | 16240            | 20133            | 22906            | 23340            | 20123            | 17202            | 12174            | 8999             | 7066             |                  |
| --------------------------------------------- | ---------------- | ---------------- | ---------------- | ---------------- | ---------------- | ---------------- | ---------------- | ---------------- | ---------------- | ---------------- | ---------------- | ---------------- | ---------------- |
| Джерело:                                      |                  |                  |                  |                  |                  |                  |                  |                  |                  |                  |                  |                  |                  |